# Charles Delaporte
Pour les articles homonymes, voir Delaporte.
Charles Delaporte, né le 21 juillet 1880 à Paris et mort le 1er mai 1949 à Neuilly-sur-Seine, est un rameur et un coureur cycliste français.

## Carrière
Charles Delaporte, membre de la Société Nautique de la Basse-Seine, participe à l'épreuve de skiff aux Jeux olympiques de 1900 à Paris ; il est éliminé en demi-finales. Aux Jeux olympiques intercalaires de 1906 à Athènes, il remporte la médaille d'argent en quatre de couple, la médaille de bronze du kilomètre en deux avec barreur et est éliminé au premier tour de l'épreuve de vitesse en cyclisme.
Il est également médaillé d'argent en huit aux Championnats d'Europe d'aviron 1906 à Pallanza.